# Ljudmila Iwanowna Samotjossowa
Ljudmila Iwanowna Samotjossowa (russisch Людмила Ивановна Самотёсова, engl. Transkription Lyudmila Samotyosova, geb. Игнатьева – Ignatjewa – Ignatyeva; * 26. Oktober 1939 in Leningrad) ist eine ehemalige sowjetische Sprinterin.
Bei den Olympischen Spielen 1960 in Rom schied sie über 200 Meter im Vorlauf aus.
Vier Jahre später wurde sie bei den Olympischen Spielen 1964 in Tokio über dieselbe Distanz Fünfte und kam in der 4-mal-100-Meter-Staffel mit der sowjetischen Mannschaft auf den vierten Platz.
Bei den Europameisterschaften 1966 in Budapest wurde sie Vierte über 400 Meter und gewann Bronze mit dem sowjetischen Team in der 4-mal-100-Meter-Staffel.
1968 erreichte sie bei den Olympischen Spielen in Mexiko-Stadt über 100 und 200 Meter jeweils das Halbfinale. In der 4-mal-100-Meter-Staffel holte sie mit dem sowjetischen Quartett die Bronzemedaille.
Einmal wurde sie sowjetische Meisterin über 100 Meter (1968), dreimal über 200 Meter (1964, 1967, 1968) und zweimal über 400 Meter (1966, 1967). In der Halle holte sie 1965 den nationalen Titel über 60 und 300 Meter.

## Persönliche Bestzeiten
- 100 m: 11,1 s, 15. August 1968, Leninakan
- 200 m: 23,0 s, 17. August 1968, Leninakan
- 400 m: 53,7 s, 25. Juli 1966, Minsk